# Oscar D’Agostino

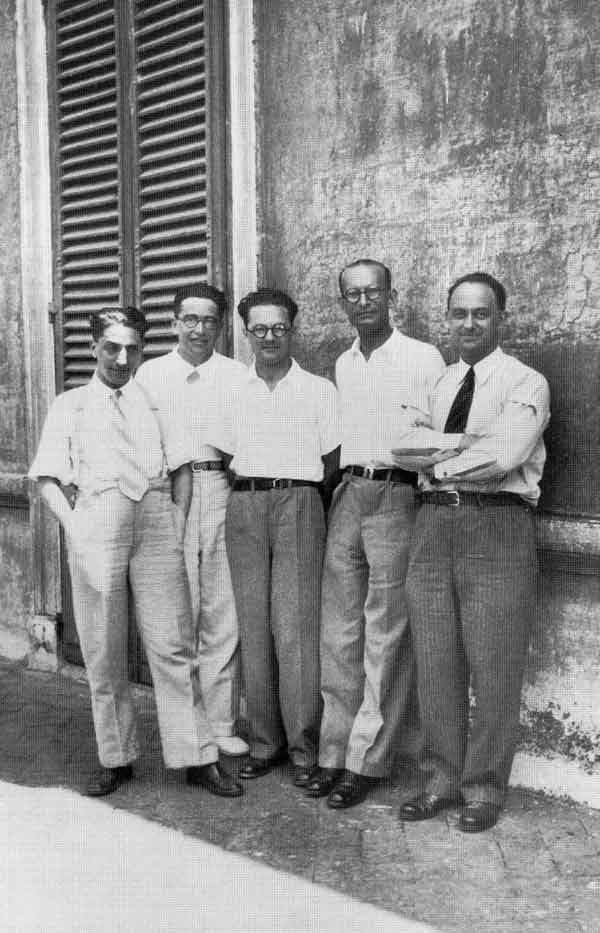
Die Physikgruppe um Enrico Fermi im Hof des Instituts für Physik (Via Panisperna) in Rom, 1934 oder kurz danach, von links: Oscar D’Agostino, Emilio Segrè, Edoardo Amaldi, Franco Rasetti und Enrico Fermi.

Oscar D’Agostino (* 29. August 1901 in Avellino; † 16. März 1975 in Rom) war ein italienischer Chemiker (Radiochemie, Technische Chemie). Er war in den 1930er Jahren Mitglied der Gruppe von Enrico Fermi in Rom, als diese bedeutende Fortschritte in der Physik langsamer Neutronen und neutroninduzierter Kernreaktionen erzielte.

## Leben
D’Agostino war der Sohn eines Lehrers und studierte in Rom Chemie mit dem Laurea-Abschluss 1926. Danach war er ehrenamtlich Assistent bei der Durchführung von Kursen in analytischer Chemie an der Universität Rom. Nach dem Militärdienst 1928 im Ingenieurkorps in Genua war er Berater für eine Trockenzellenfabrik der Società radiotelefonica italiana und forschte ab 1931 für das Militär an Trockenzellen als Assistent an der Universität Rom. Außerdem untersuchte er die elektrochemische Erzeugung von Aluminium und von Grundierungen. 1933 wurde er Mitglied der Gruppe von Enrico Fermi, der ihn zunächst mit einem Stipendium des CNR am Radium-Institut des Ehepaars Irène Joliot-Curie und Frédéric Joliot-Curie nach Paris schickte, um sich unter Moïse Haissinsky auf Radiochemie zu spezialisieren. Am Radium-Institut wurde damals gerade die künstliche Radioaktivität entdeckt, was dem Ehepaar Joliot-Curie später den Nobelpreis einbrachte. 1934 war er wieder in der Gruppe von Fermi in Rom, als einziger Chemiker unter Physikern (neben Fermi Eduardo Amaldi, Bruno Pontecorvo, Franco Rasetti, Emilio Segrè). Ab 1936 forschte er im neu gegründeten Institut für Chemie des CNR (Abwehr aggressiver Chemikalien, Mangangewinnung, Herstellung von Mangandioxid). 1938 habilitierte er sich (Libera docenza) für allgemeine und anorganische Chemie und wurde im selben Jahr nach einem Wettbewerb Assistent in der Abteilung Physik des Istituto Superiore di Sanità (Institut für Höheres Gesundheitswesen). 1940 wurde er nach einem Wettbewerb Abteilungsleiter im nationalen Institut für Chemie und war mit der Beschaffung von kriegswichtiger Materialien befasst. 1945 wechselte er wieder an das Istituto Superiore di Sanità und wurde dort 1949 Generalinspektor und mit dem Aufbau der Abteilung Radiochemie befasst. Dabei arbeitete er eng mit der Forschung in der Biochemie zusammen (Radioaktive Marker, Radiochromatographie), zum Beispiel mit Ernst Boris Chain.
1959 wechselte er in das Chemielabor des Instituts für höhere Gesundheit. Schon 1948 war er der staatlichen Kommission für brennbare und explosive Stoffe des Innenministeriums beigetreten und lehrte auf diesem Gebiet in der Zentralschule der Feuerwehr. Er war auch in der italienischen staatlichen Kommission für die Sprengstoffverordnung. 1966 ging er am Institut für höhere Gesundheit in den Ruhestand, war aber weiter aktiv in staatlichen Kommissionen.
1978 wurde das Institut für Vermessungswesen (Technische Geometrie) in Avellino nach ihm benannt. Die Witwe von D’Agostino übergab dem Institut den wissenschaftlichen Nachlass ihres Mannes, darunter Briefwechsel und Notizbücher, nicht nur von ihm, sondern auch von Enrico Fermi aus dem Jahr 1934 zur Forschung an langsamen Neutronen.